# Леоновский (Ульяновская область)
Леоновский — посёлок в Тереньгульском районе Ульяновской области. Входит в состав Подкуровского сельского поселения.

## География
Находится на расстоянии примерно 25 километров по прямой на север-северо-запад от районного центра поселка Тереньга.

## История
В поздний советский период относился к совхозу «Скугареевский».

## Население
Население составляло 32 человек в 2002 году (русские 75%), 22 по переписи 2010 года.